# أرنب الفرشاة سان خوزيه
أرنب الفرشاة سان خوزيه (الإسم العلمي:Sylvilagus mansuetus)، هو نوع من الثدييات يتبع فصيلة الأرانب ضمن رتبة الأرنبيات.